# 231555 Christianeurda
231555 Christianeurda este un asteroid din centura principală de asteroizi.

## Descriere
231555 Christianeurda este un asteroid din centura principală de asteroizi. A fost descoperit pe 1 octombrie 2008 la Bergen-Enkheim de Uwe Suessenberger. Asteroidul prezintă o orbită caracterizată de o semiaxă mare de 2,93 ua, o excentricitate de 0,05 și o înclinație de 4,0° în raport cu ecliptica.